# Chatka na Trzonce
Chatka na Trzonce – górskie schronisko turystyczne w Beskidzie Andrychowskim (wschodnia część Beskidu Małego), na stoku Trzonki, administracyjnie we wsi Porąbka w województwie śląskim, w powiecie bielskim, gminie Porąbka.
Chatka znajduje się w pobliżu Przełęczy Bukowskiej, w odległości około 70 m od szlaku turystycznego i jest z niego niewidoczna (znajduje się za drzewami). Przy szlaku turystycznym jest tabliczka z napisem „Chatka” i wyraźna ścieżka prowadząca do niej.

## Historia
Budynek jest dawną gajówką Nadleśnictwa Andrychów. Został zaadaptowany na schronisko przez Klub Turystyki Górskiej „Limba” z Oddziału Zakładowego PTTK przy AZPB „Andropol” S.A.

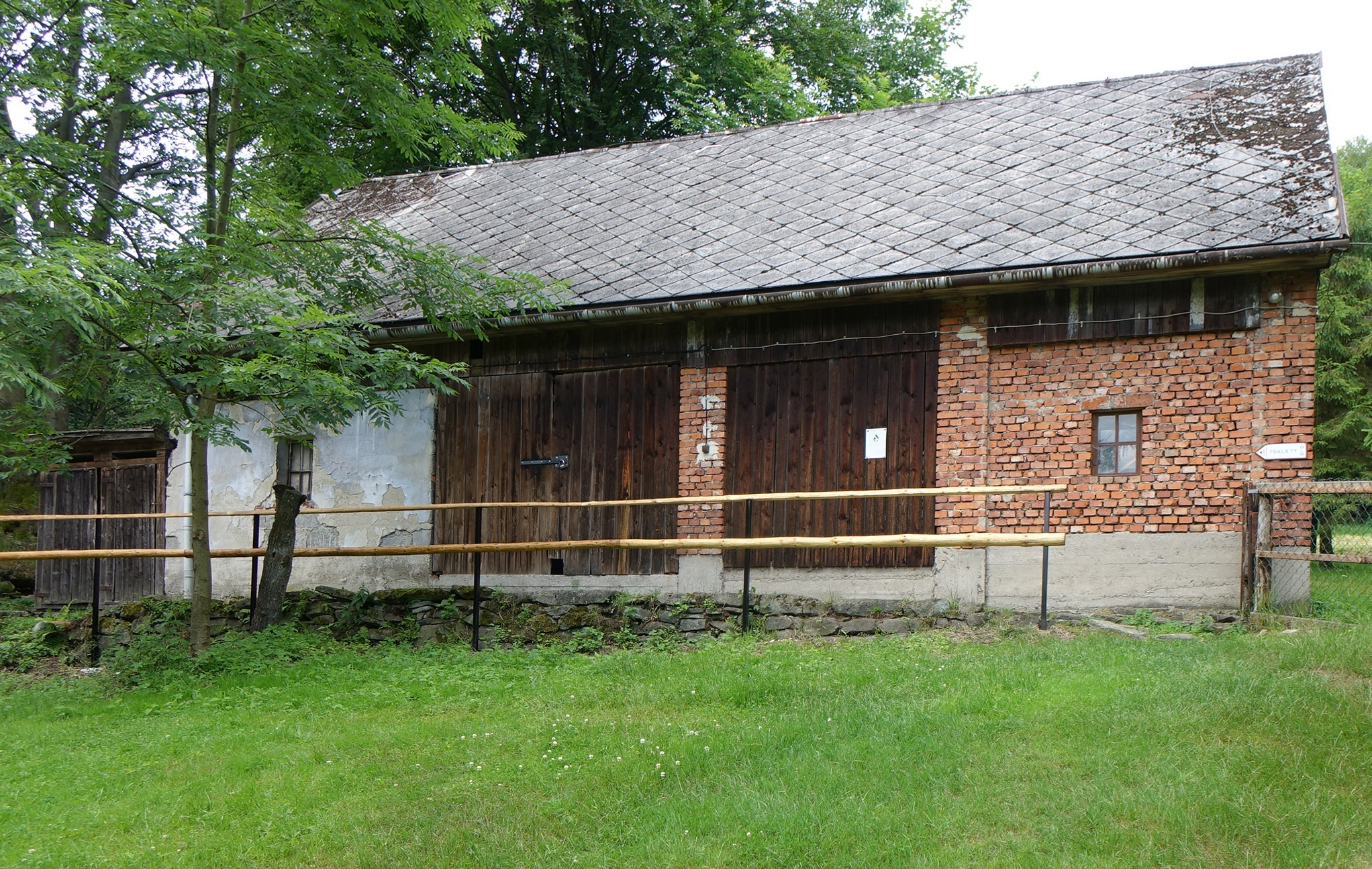
Budynek pomocniczy i ubikacja

## Warunki pobytu
W schronisku są pełnione dyżury w weekendy od początku maja do końca października, a po umówieniu również w pozostałym okresie.
Chatka oferuje warunki podobne do tradycyjnych chatek studenckich: posiada około 25 miejsc noclegowych w dwóch wieloosobowych sypialniach ogrzewanych kaflowymi piecami, jest również kuchnia. W schronisku jest prąd, nie ma natomiast bieżącej wody (woda czerpana jest ze studni). Toaleta, podobnie jak w przypadku wielu obiektów tego typu, znajduje się na zewnątrz budynku.

## Szlaki turystyczne
W pobliżu przebiegają dwa szlaki turystyczne:
 Porąbka – Bukowski Groń – Trzonka – Przełęcz Bukowska – Porębski Groń – Mała Bukowa – Przełęcz Targanicka – Capia Górka – Kaprówka – Przełęcz Cygańska – Góra Cygańska – Przełęcz Kocierska. Czas przejścia: 4:10 h, ↓ 3:40 h
 Przełęcz Bukowska – Porębski Groń – Złota Góra – Targanice – Jawornica – Potrójna – Łamana Skała – Rzyki-Praciaki. Czas przejścia do Targanic: 1:05, ↑ 1:45 h.